# Linville (Virginia)
Linville ist ein US-amerikanischer Census-designated place im Rockingham County im Bundesstaat Virginia. Er ist in die Harrisonburg Metropolitan Area eingegliedert. Er ist erstmals für den United States Census 2020 als CDP gelistet. Das U.S. Census Bureau hat bei der Volkszählung 2020 eine Einwohnerzahl von 355 ermittelt.

## Geographie
Linville liegt im zentral im Rockingham County, rund 6 Meilen nördlich der Stadt Harrisonburg. Der Bach Linville Creek fließt entlang der Virginia State Route 42 westlich der Kernsiedlung.

## Geschichte

### Achtzehntes Jahrhundert
Linville Creek war eines der wichtigsten Zentren des kolonialen Virginia im achtzehnten Jahrhundert. Der Name stammt von William Linvell, dem vor 1739 15.000 Acres Land zugewiesen wurden. Gelegen entlang der Great Wagon Road im Shenandoahtal wurde sie zum zivilisierten Vorposten an der Koloniegrenze. Die ersten Siedler waren englische Quäker bzw. Schotten und Iren, denen sicher später Schweizerdeutsche anschlossen, die aus dem Süden von Pennsylvania zogen.
Um 1750 zog Daniel Boones Vater Squire Boone mit der Familie von Oley in Pennsylvania in das Shenandoahtal, wo sie für mehrere Jahre das Gebiet des Linville Creek bestellten, bevor sie weiter nach North Carolina zogen. Daniel Boone heiratete Rebecca Ann Bryan, die Tochter von Morgan Bryan aus Linville Creek, die er während seines Aufenthaltes dort kennen lernte.
Weiterhin zogen Abraham Lincolns Ur-Großeltern John und Rebecca Flowers Lincoln 1768 von Pennsylvania nach Virginia und siedelten auf einem 600 Acres großen Grundstück entlang des Linville Creek. Der Vater des Präsidenten Thomas Lincoln wurde auf diesen Grundstück geboren, bevor die Familie in das heutige Kentucky zog, das zu dem Zeitpunkt noch zu Virginia gehörte.

### Antebellum
Während der Zeit des Antebellum South war Linville ein wichtiger Halt des Underground Railroad aufgrund der großen Anzahl von Anabaptisten, die der Sklaverei gegenüber standen. Sie halfen Sklaven einen Weg aus dem Rockingham County heraus nach Petersburg zu finden, das heute in West Virginia liegt, von welchem aus sie sichere Bahnverbindungen in den Norden finden konnten.

### Moderne
Im Jahr 1870 wurde Linville von großen lokalen Überschwemmungen betroffen. Zu der Zeit betrug die Einwohnerzahl 3547 Personen und 17 produktive Industrien.

## Sehenswürdigkeiten
Das zweistöckige Backsteinhaus des Linville Creek, welches heute als Lincoln Homestead and Cemetery bekannt ist und in die Denkmalliste eingetragen ist, wurde von dem Abrahams Groß-Onkel Jacob Lincoln gebaut. Dort sind fünf Generationen der Lincoln-Familie begraben, einschließlich zwei Sklaven, die als Queenie und Uncle Ned identifiziert wurden.